# Glina (Otwock)
Pour les articles homonymes, voir Glina.
Glina (prononciation : [ˈɡlina]) est un village polonais de la gmina de Celestynów dans le powiat d'Otwock de la voïvodie de Mazovie dans le centre-est de la Pologne.
Il se situe à environ 6 kilomètres au nord de Celestynów (siège de la gmina), 6 kilomètres à l'est d'Otwock (siège du powiat) et à 28 kilomètres au sud-est de Varsovie (capitale de la Pologne).
Le village compte approximativement une population de 1042 habitants en 2011.

## Histoire
De 1975 à 1998, le village appartenait administrativement à la voïvodie de Varsovie.